# Nathan Kabasele
Nathan Clement Kabasele Mwamba (Bruxelles, 14 gennaio 1994) è un ex calciatore belga, di origini congolesi, di ruolo attaccante.
Anche suo fratello Christian Kabasele e suo zio Dieumerci Mbokani sono calciatori.

## Caratteristiche tecniche
È un attaccante in grado di disimpegnarsi tanto da prima quanto da seconda punta, ed è ambidestro. In patria viene spesso accostato a Romelu Lukaku.

## Carriera

### Club
Ha giocato in massima serie e in Europa League con la maglia dell'Anderlecht; in campionato è andato a segno per la prima e unica occasione nella gara contro il Mons del 22 agosto 2011.
Prestato al Westerlo nel gennaio 2012, torna poi alla base alla fine della stagione, dopo aver collezionato 5 gettoni di presenza.
Si trasferisce alla società italiana del Torino in prestito oneroso (70.000 euro) con diritto di riscatto fissato a 400.000 euro, firmando un contratto triennale. A fine stagione, dopo alcune partite nella formazione "Primavera" ma nessuna presenza nella formazione maggiore, non viene riscattato e fa ritorno in Belgio.

### Nazionale
Viene convocato con i Diavoli Rossi nella varie selezioni giovanili, a partire dall'Under-15; con l'Under-19 vanta uno score realizzativo di 4 reti in 5 partite, di cui una contro l'Italia, nell'Europeo di categoria 2012.

## Palmarès

### Club

#### Competizioni nazionali
- Supercoppa del Belgio: 2

Anderlecht: 2010, 2014